# 海葬

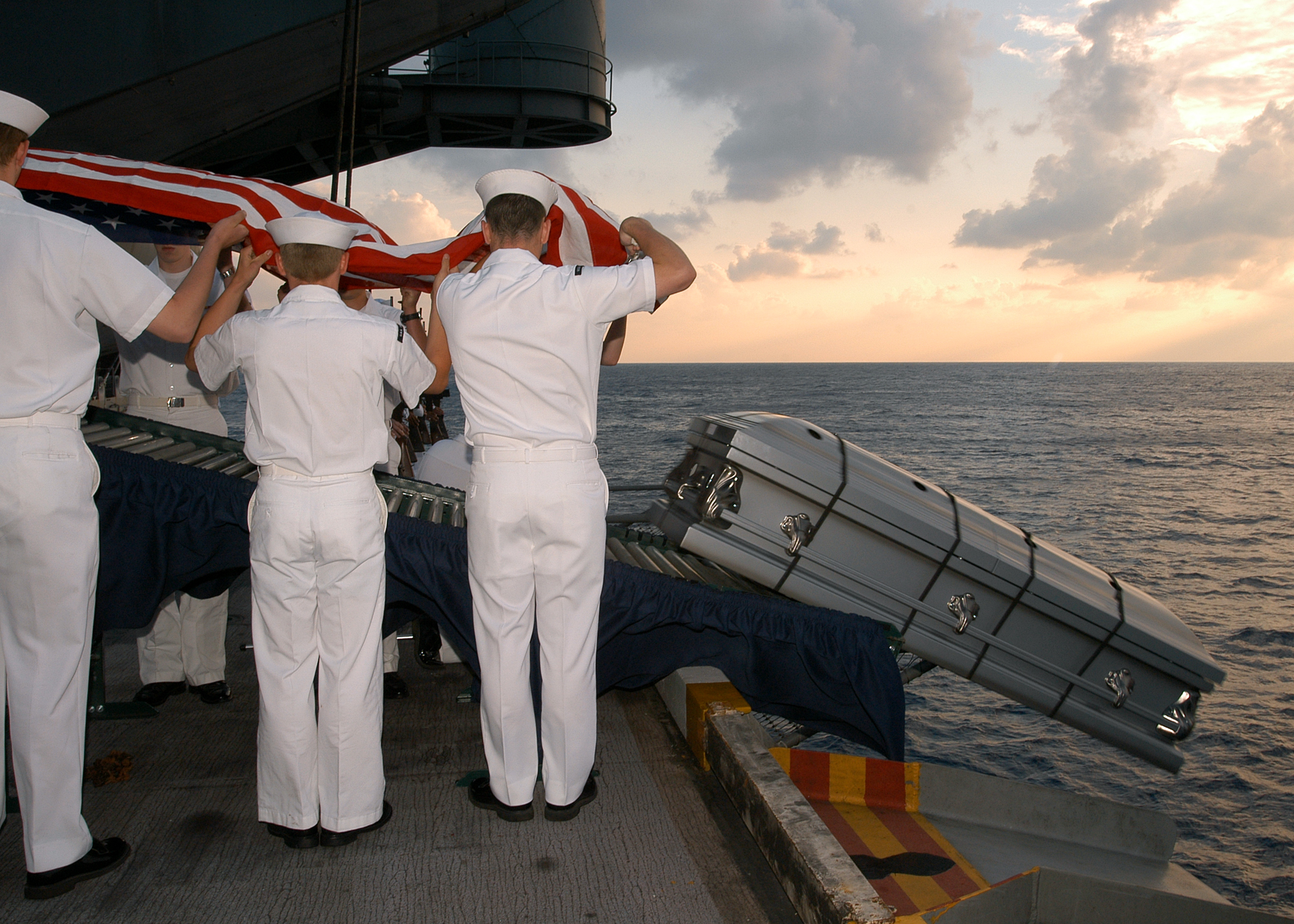
美国军队的海葬仪式

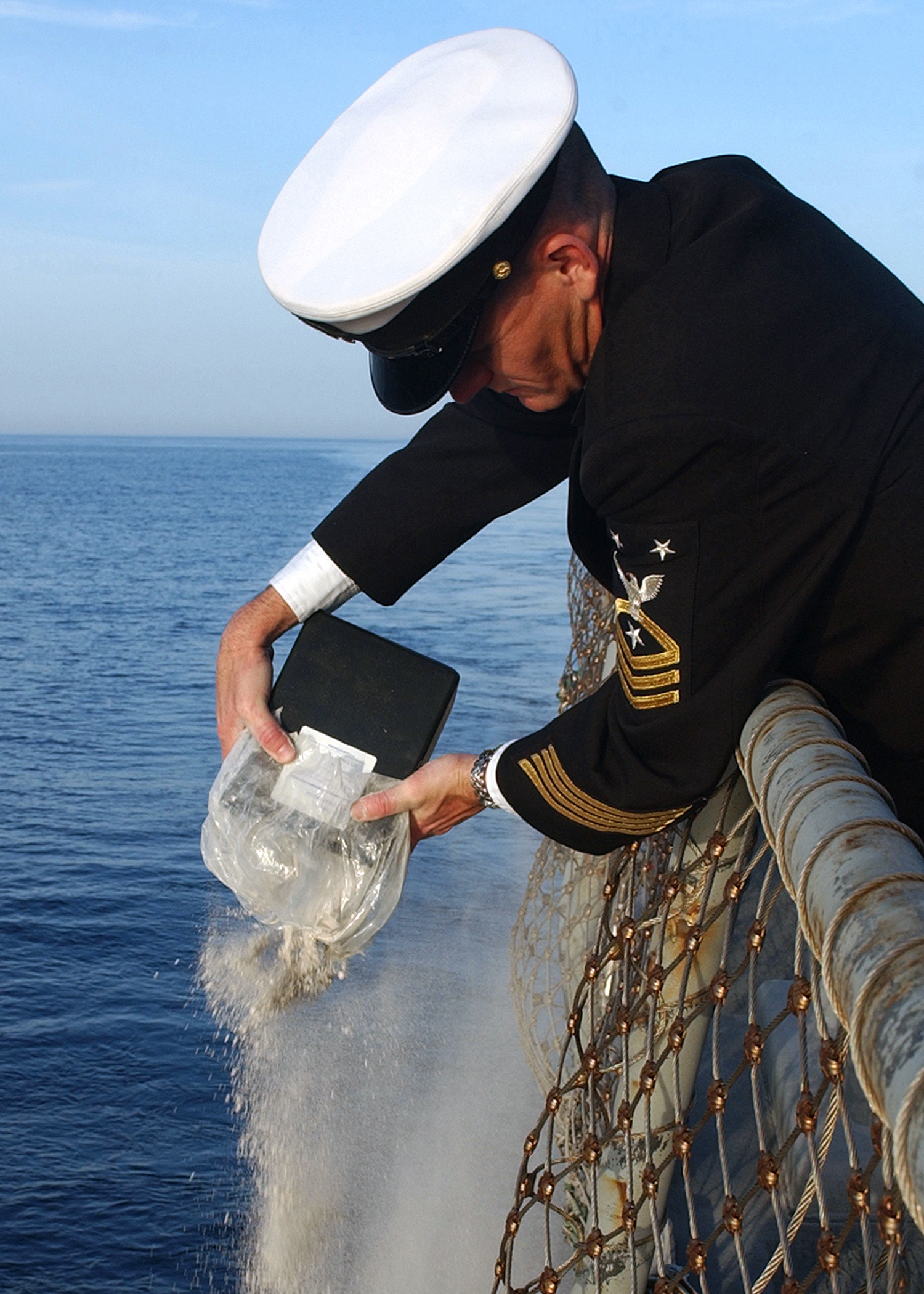
将骨灰撒入海中

海葬（Burial at sea），水葬的一种，又分為將屍體燒成骨灰（先火葬處理），撒向大海；和直接把死者沉在海中兩種。多見於臨海國家的傳統或海軍。相比起土葬或傳統的火葬然後將骨灰安葬於骨灰龕中，海葬的好處是不佔用陸地面積，在人煙稠密及土地短缺的城市裡尤其值得推廣。

## 歷史
最早起源於北歐海盜，儀式十分的簡單，以小船載屍，掛上風帆，驅使西行，任其在大海中漂游。後來，在逐年的演化中，便為軍隊所用。
艦上人員死亡的時候若屍體無法運回陸地安葬，則會在海上舉行海葬儀式。海葬典禮通常在日出或日落前舉行，若為戰地特殊狀況，亦可於夜間舉行。
當舉行海葬典禮之時，全體艦員將在後甲板上列隊，將遺體包殮好並綁上重物，放置於木板上，當告別儀式完畢後將木板稍傾斜，屍體隨之滑入海中。
香港在1967年11月16日為怡和街爆炸案中殉職的高級督察麥基雲在西博寮海峽舉行官方海葬儀式。2007年7月舉行歷來首次公共海葬儀式，死者親友將先人的骨灰撒落大海，直至2009年12月30日，只有五百多宗。為鼓勵市民多使用不佔土地資源的海葬，食物環境衞生署於2010年1月23日起，斥資十萬至二十萬元，每周六免費出海一次，供市民於東龍洲海域進行海葬儀式，期望日漸改變市民的傳統觀念。

### 特殊海葬
第二次世界大战后，日本的七名被处死的甲级战犯的骨灰被当时美军撒入太平洋中，直到2021年相关文档被解密后才被世人得知，有观点认为是避免尸身被后人“神圣化”。
中華人民共和國領導人周恩來、鄧小平及江泽民先後於1976年、1997年与2022年去世，中共中央遵照其遺囑將遺體火化並將骨灰灑入海中；在文革中受迫害致死的原国家主席刘少奇的骨灰也在1980年获得平反后被撒入大海。傳統上，在歷史上獲得崇高地位的領導人物（如部分國共內戰參與者、八大元老及十大元帥成員），有時會安葬於北京八寶山革命公墓（毛澤東的遗体则安放于毛主席紀念堂的水晶棺中），而周刘邓江四人是歷代領導人中少數未設立實體墓碑或棺木下葬的人物。民運人士刘晓波逝世後亦被中共當局安排海葬。
2011年5月，基地組織領導人賓·拉登被美軍海豹部隊第六分隊襲殺，為防止賓·拉登的墳墓變成日後成為伊斯蘭激進主義者朝聖的聖地，美國政府捨棄了穆斯林習用的土葬（屍身要朝向麥加方位），於卡爾·文森號航空母艦將其海葬於北阿拉伯海。但是拉登所屬伊斯蘭教派一般使用土葬（只立碑石，不能有任何標記），美國此舉被視為亵渎伊斯蘭教派傳統。

## 外部連結
- 殯葬的類型--海葬 （页面存档备份，存于）
- 香港海葬服務中心